# محمود البوحسن
محمود جعفر البوحسن هو لاعب كرة قدم سعودي يلعب لنادي العدالة.

## مسيرة اللاعب
لعب في نادي هجر ونادي الخلود ونادي الصفا والنادي العربي ونادي العدالة.